# Passagerare

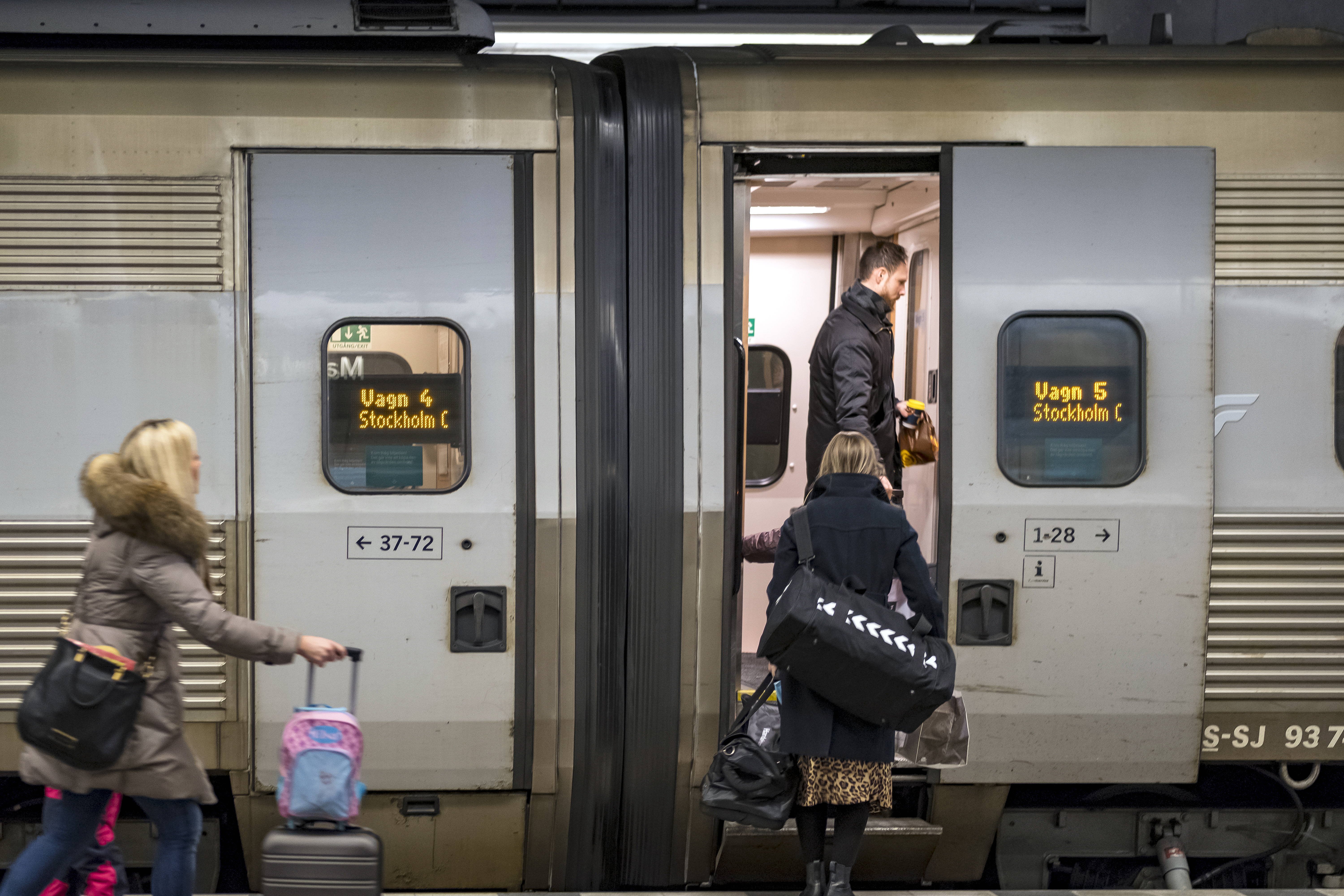
Passagerare som stiger ombord på ett tåg

En passagerare är en person som transporteras av ett transportmedel, och som till skillnad från förare, besättning och annan personal varken kör transportmedlet eller tillhör dess tekniska personal eller servicepersonal. En person som reser med utan att betala brukar kallas fripassagerare om det är en båt. På andra transportmedel som kräver betalning för transporten kallas de vanligen för plankare.

## Passagerares juridiska rättigheter i Sverige
Mellan år 2006 och 2016 fanns en särskild lag i Sverige om information till passagerare m.m. Den ersattes dock år 2016 med lagen (2015:953) om kollektivtrafikresenärers rättigheter. Enligt 1 § innehåller lagen bestämmelser om reseinformation, ersättning och prisavdrag för passagerare vid bland annat förseningar under resor i kollektivtrafik med tåg, spårvagn, tunnelbanetåg, buss och personbil. Enligt 7 § ska en passagerare bland annat få information om en försening eller annan störning i trafiken och dess orsak, varaktighet och konsekvenser. I 14 och 15 §§ framgår att passagerare även kan ha rätt till ersättning vid förseningar. Flygpassagerare har även de särskilda rättigheter. Flygbolagen är bland annat skyldiga att informera passagerarna om deras rättigheter när de drabbats av överbokning, inställd flygning eller en försening på minst två timmar. Reglerna ger också flygpassagerare rätt till assistans i form av ombokning av flygbiljetten och service under oplanerad väntetid, men i vissa fall har passagerarna även rätt till ekonomisk kompensation. Reglerna är harmoniserade inom EU genom att Europaparlamentets och rådets antagit en förordning som reglerar flygpassagerares rättigheter vid bland annat förseningar. Även trafikförordningen (1998:1276) innehåller flera bestämmelser som direkt berör passagerare. På eller i ett fordon får enligt 3 kap 79 § passagerare till exempelvis inte tas med i sådant antal eller placeras på sådant sätt att fara kan uppstå. Vid körning med bil får normalt inte heller fler passagerare tas med än vad bilen är registrerad för. I Sverige har Konsumentverket huvudansvaret för passagerares rättigheter. Under 2023 presenterade EU kommissionen flera förslag som syftar till att stärka passagerares rättigheter inom EU. Ett av fokusområden i förslagen är rättigheterna för passagerare vid multimodala resor.

## Passagerarstatistik i Sverige och EU
Under år 2023 reste fem miljoner passagerare inrikes i Sverige med flyg. Tjugofem miljoner passagerare reste utomlands eller ankom med utrikesflyg till Sverige. Betydligt fler personer reste dock med tåg. En genomsnittlig vardag 2023 reste 530 000 passagerare på något av de 3 200 persontåg som avgick. Totalt genomförde passagerare 244 miljoner tågresor 2023. Detta är en klar ökning jämfört med 1990 då passagerare genomförde 93 miljoner tågresor.. Sett till antalet resta mil är personbil det klart vanligaste sättet att resa för passagerare inom EU. År 2014 stod personbilar för 83,4 % av passagerartransporterna inrikes i EU. Turistbussar, linjebussar och trådbussar stod för 9,1 % och tågen för 7,6 % mätt som antalet passagerarkilometer med varje transportslag vid inlandstransporter).

## Passagerarlösa transporter
Transporter kan av flera anledningar ske utan passagerare. Många bilresor sker utan passagerare. I syfte att minska mängden bilresor utan passagerare införs ibland stöd och kampanjer för samåkning. Ett annat vanligt skäl till att en transport sker utan passagerare är att den utgör en godstransport. Tåg som går utan varken passagerare eller gods kallas i Sverige tjänstetåg. Under Covid-19 pandemin minskade antalet flygpassagerare kraftigt. Istället förekom flera så kallade spökflygningar, det vill säga flygresor med få eller inga passagerare. Syftet med resorna var att flygbolagen ville behålla sina attraktiva start- och landningstider.

## Passagerares miljöpåverkan
Transporter har stor påverkan på klimatet. En passagerares miljöpåverkan på marginalen är i de flesta fall närmast obefintlig och därmed försumbar. Därför är det vanligt att myndigheter och andra uppmanar till kollektiva transporter som en metod att minska transporters miljöpåverkan. Utsläppen per passagerare minskar ju fler passagerare som reser med en viss specifik transport eftersom färdmedlets utsläpp då fördelas på fler passagerare.

## Bilder

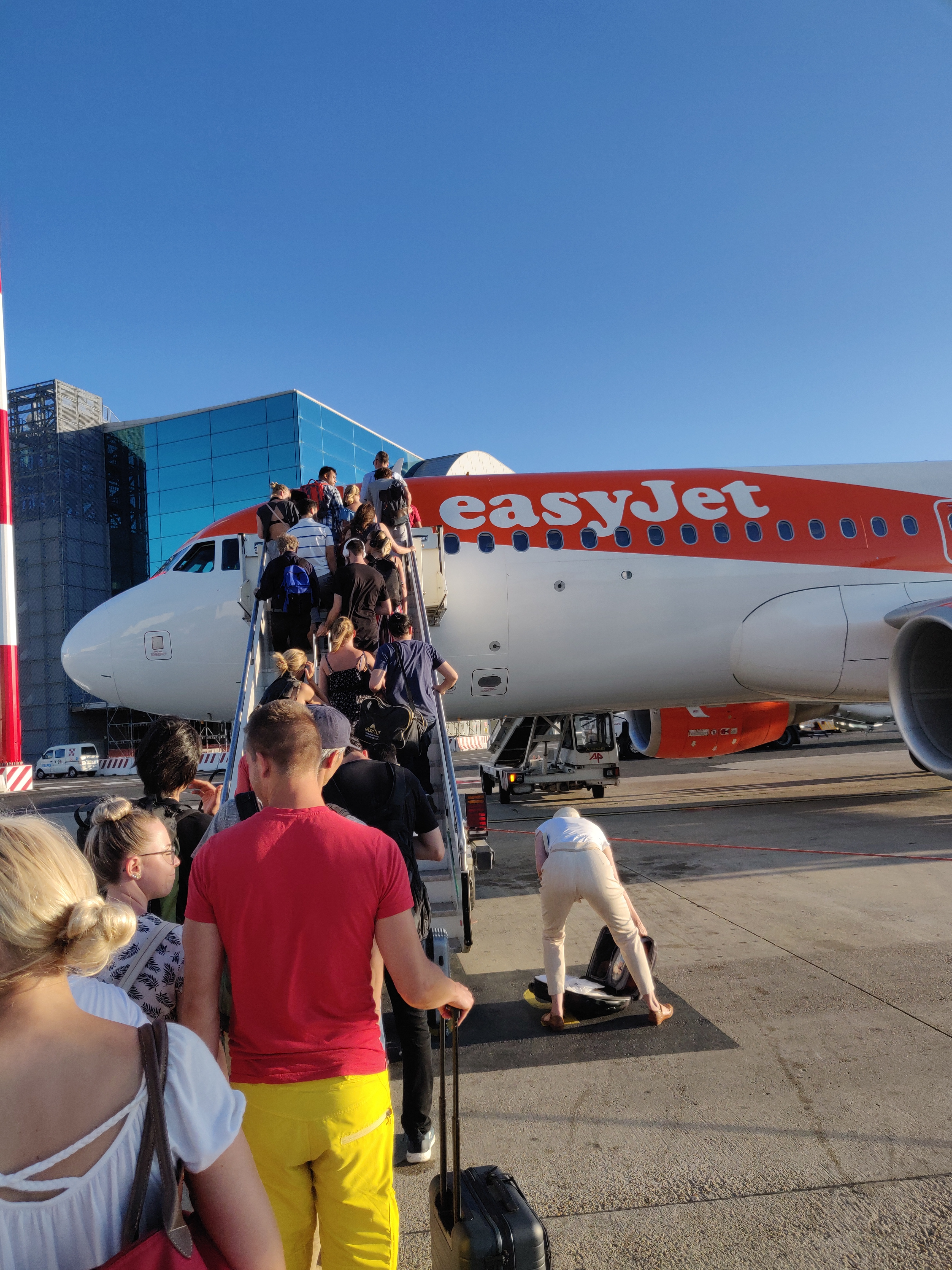
Passagerare som stiger ombord på ett flygplan.
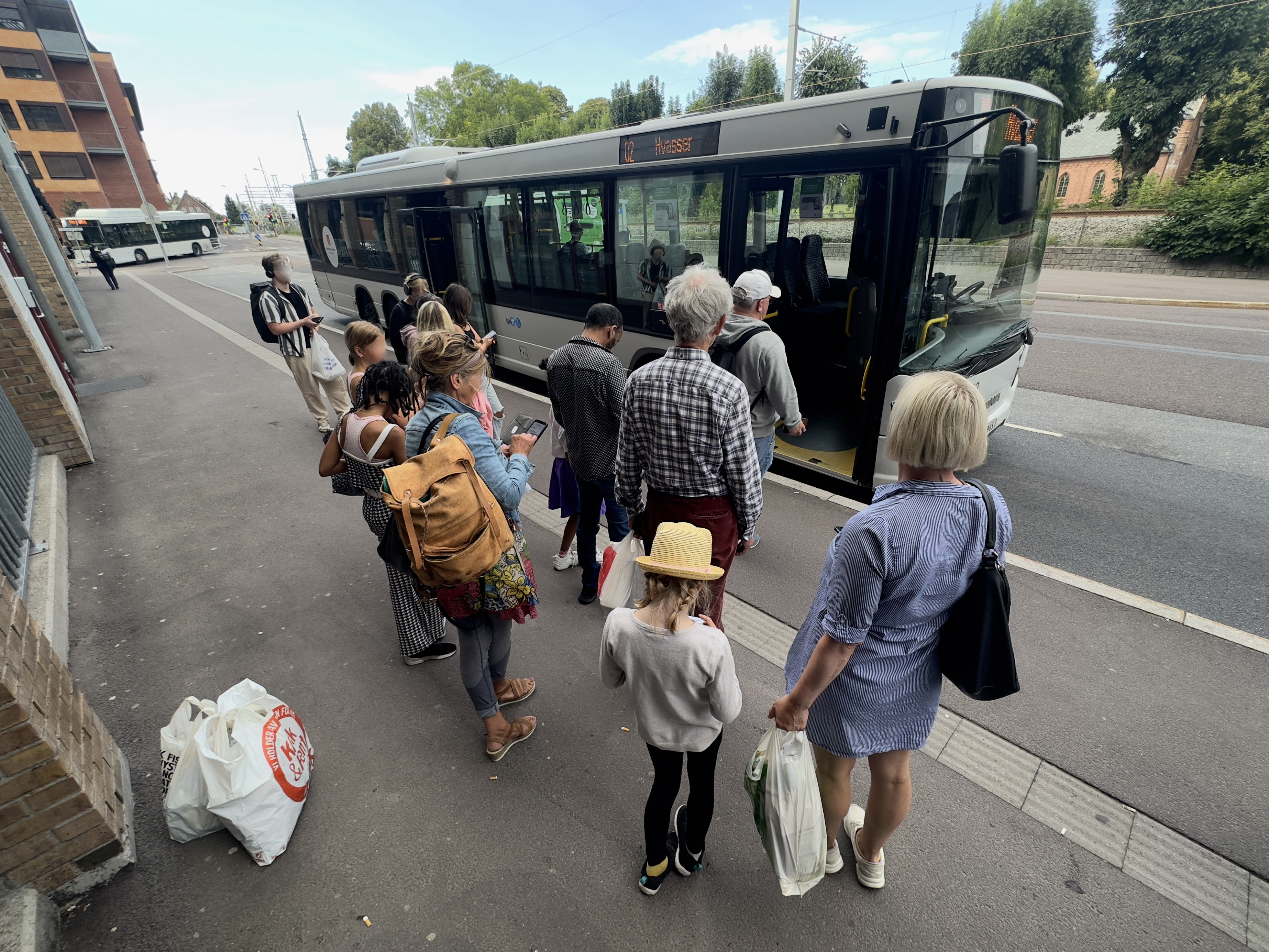
Passagerare som väntar på att få stiga på en buss.
Passagerare som stiger av ett fartyg.